# Seleção Letã de Voleibol Masculino
A seleção letã de voleibol masculino é uma equipe europeia composta pelos melhores jogadores de voleibol da Letônia. A equipe é mantida pela Federação Letã de Voleibol (Latvijas Volejbola Federâcija). Está na 58ª posição no ranking mundial da FIVB segundo dados de 4 de janeiro de 2011.